# Чарлстон (Арканзас)
Чарлстон (енгл. Charleston) град је у америчкој савезној држави Арканзас.

## Демографија
По попису из 2010. године број становника је 2.494, што је 471 (-15,9%) становника мање него 2000. године.
| Група             | 2000.         | 2010.         |
| Белци             | 2.816 (95,0%) | 2.328 (93,3%) |
| Афроамериканци    | 2 (0,1%)      | 22 (0,9%)     |
| Азијати           | 10 (0,3%)     | 8 (0,3%)      |
| Хиспаноамериканци | 61 (2,1%)     | 58 (2,3%)     |
| Укупно            | 2.965         | 2.494         |